# Cambira
Cambira é um município brasileiro do estado do Paraná localizado na região do Vale do Ivaí.

## História
Cambira era um bairro de Apucarana, se emancipou pela Lei Estadual nº 4338, de 25 de janeiro de 1961, sendo instalado em 22 de outubro do mesmo ano.
Cambira também significa um cipó de flor roxa no qual se originou o nome da cidade.

## Geografia
Possui uma área é de 162,635 km² representando 0,0816 % do estado, 0,0289 % da região e 0,0019 % de todo o território brasileiro. Localiza-se a uma latitude 23°34'58" sul e a uma longitude 51°34'40" oeste e sua população, conforme estimativas do IBGE de 2018, era de 7 813ref name="IBGE_Pop_2018"/> habitantes.

### Demografia
Dados do Censo - 2010
População total: 7.236
- Urbana: 5475
- Rural: 1761

| Etnia    |       |
| -------- | ----- |
| Branca   | 77,6% |
| Negra    | 3,9%  |
| Parda    | 16,8% |
| Amarela  | 1,4%  |
| Indigena | 0,3%  |

Fonte:IPARDES 2010
Índice de Desenvolvimento Humano (IDH-M): 0,767
- IDH-M Renda: 0,662
- IDH-M Longevidade: 0,800
- IDH-M Educação: 0,839

## Administração
- Prefeito: Emerson Toledo Pires
- Vice-prefeito: Ana Lúcia
- Presidente da Câmara Municipal - Ederson dos Santos Moraes (2019/2020)